# Mathías Laborda
Mathías Nicolás Laborda Malseñido (nacido el 15 de septiembre de 1999 en Fray Bentos, Uruguay) es un futbolista profesional uruguayo que juega como zaguero central o lateral derecho en el Vancouver Whitecaps en la Major League Soccer (MLS). Desde su debut en la máxima categoría del fútbol uruguayo ha obtenido con los “Tricolores” por tres ocasiones el Campeonato Uruguayo (2019, 2020 y 2022) y los torneos cortos: Clausura de 2019, el Intermedio de 2020 y la Supercopa Uruguaya de 2021, además de coronarse campeón de la Copa Libertadores sub-20 en 2018.

## Carrera

### Inicios
Comenzó su carrera deportiva en el fútbol infantil. Primero como jugador de Independiente y más tarde de Anglo, ambas instituciones oriundas de la ciudad de Fray Bentos, departamento de Río Negro. En el Club Atlético Anglo ocupaba habitualmente la plaza de lateral.

### Categorías juveniles
A los 14 años llegó para probarse como defensa central en las categorías juveniles del Club Nacional de Football. La evaluación física no le permitió fichar ese año, pero sí lo haría al siguiente a las órdenes del técnico Tabaré Alonso. En esa divisional juvenil se adaptó a la función de stopper por derecha en un equipo que formaba su defensa con línea de tres.
Mientras desarrollaba su formación futbolística en los Tricolores, diversas fuentes periodísticas mencionaron el interés del  Fútbol Club Barcelona por el jugador.
En la cuarta división juvenil de Nacional permaneció dos temporadas bajo la dirección del técnico Rudy Vicente Rodríguez. En junio de 2017, con 18 años, fue convocado por las juveniles de la Selección Uruguaya para disputar un partido amistoso ante Estados Unidos, siendo su técnico Alejandro Ricardo Garay Villalba. En enero de 2018 se consagró campeón de forma invicta con Nacional de la Copa Libertadores sub-20, también bajo la dirección técnica de Rudy Vicente Rodríguez. Tanto en la selección juvenil Uruguaya como en las inferiores de Nacional comenzó a desempeñarse como defensa central por izquierda. En abril de 2018 debutó en la Selección Uruguaya sub-20.

### Primera división
Con 19 años debutó en el primer equipo del Club Nacional de Football en un enfrentamiento oficial por Copa Libertadores ante Cerro Porteño, el 7 de mayo de 2019. Laborda ingresó por orden del técnico Álvaro Gutiérrez en el minuto 55 para disputar ese partido jugado en el Gran Parque Central, que terminó con empate 1-1. El 28 de julio del mismo año tuvo su debut en el Campeonato Uruguayo frente al Club Progreso, partido que terminó 4-2 favorable a Nacional.
En diciembre de 2019 jugó como titular en las dos finales ganadas en 4 días ante Peñarol, consagrándose Campeón Uruguayo.
En 2020 jugó el Preolímpico sub-23 donde la selección uruguaya quedó eliminada de los juegos de Tokio. Sin embargo, la FIFA lo destacó como uno de los diez jugadores del torneo a seguir. Ese mismo año pasó a ser dirigido por Gustavo Munúa en Nacional. Durante parte de esa temporada también ocupó la plaza de lateral derecho.
Los entrenadores que ocuparon el banquillo de Nacional tras la salida de Munúa (Jorge Giordano, Martín Ligüera, Alejandro Cappuccio y Pablo Repetto) han mantenido a Laborda alternando en diversos puestos de la defensa alba.
Durante la temporada 2022 se encuentra en la primera división de Uruguay en Nacional jugando como defensa. Su última anotación fue ante Rentistas convirtiendo el tercer gol en la final de ida por el Campeonato Uruguayo de Primera División 2020.